# Xanthosia

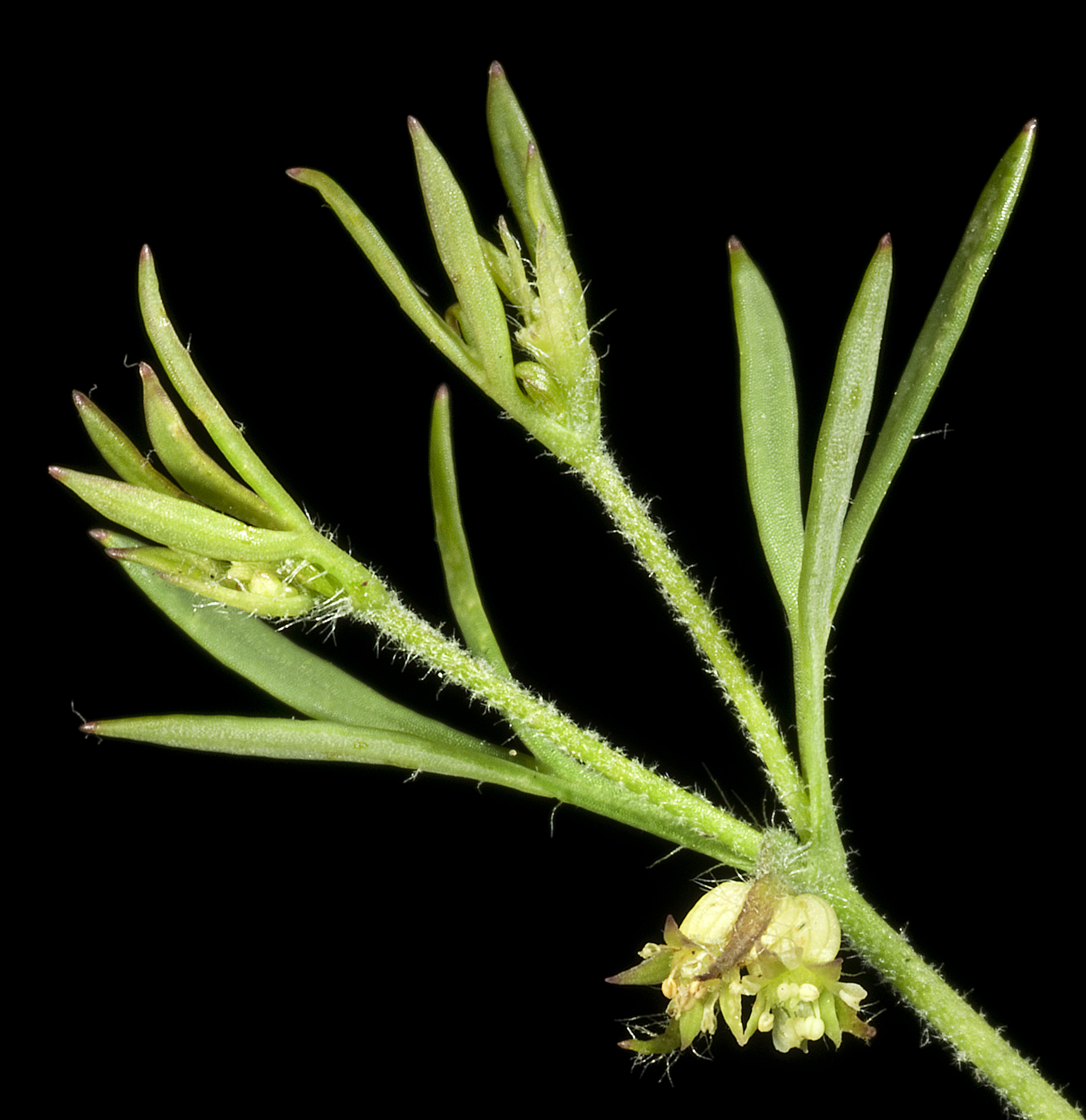
Xanthosia huegelii

Xanthosia – rodzaj roślin z rodziny selerowatych (Apiaceae). Obejmuje 20 gatunków. Wszystkie występują w Australii, przy czym najbardziej zróżnicowane są w jej południowo-zachodniej części, brak przedstawicieli rodzaju na Terytorium Północnym.
Nazwa rodzaju utworzona została z greckiego słowa xanthos oznaczającego „żółty”, najprawdopodobniej od koloru włosków niektórych gatunków, ewentualnie barwy kwiatów.

## Morfologia
PokrójByliny, krzewinki, rzadziej rośliny roczne, nagie lub owłosione, w tym także szczeciniasto.
LiścieOgonkowe i siedzące, z nasadami wąskopochwiastymi, blaszka różnego kształtu – od niepodzielonej, jajowatej lub trójkątnej do złożonej – trójlistkowej. Ząbkowana, rzadko całobrzega.
KwiatyZebrane w baldachy złożone lub zredukowane do pojedynczych, często w formie pseudancjum – wyglądające pozornie jak jeden kwiat. Pokrywy w liczbie odpowiadającej liczbie promieni baldachu, efektowne, podobne do płatków. Promienie baldachu złożonego nieliczne, czasem tylko jeden. Baldaszki zwykle są siedzące tj. bezpromieniowe. Pokrywki są nieliczne (zwykle 2–3), podobne do płatków, zielone, białe, różowe lub żółte. Skrajne pokrywki są zwykle asymetryczne (powiększone). Działki kielicha są okazałe. Płatki korony są białe lub czerwonawe, zawinięte do wnętrza kwiatu i wąskie. Słupek jest długi i cienki lub krótki i tęgi. Stylopodium jest płaskie lub wypukłe, nagie lub owłosione.
OwoceMniej lub bardziej owłosione jajowate lub wąsko eliptyczne rozłupnie, o nasadzie sercowatej. Wyraźnie żebrowane, bez karpoforu.

## Systematyka
Rodzaj z podrodziny Mackinlayoideae z rodziny  selerowatych Apiaceae. W dawniejszych ujęciach systematycznych, jak większość rodzajów z tej podrodziny, rośliny te były zaliczane do araliowatych Araliaceae.
Wykaz gatunków
- Xanthosia atkinsoniana F.Muell.
- Xanthosia candida (Benth.) Steud.
- Xanthosia ciliata Hook.
- Xanthosia collina Keighery
- Xanthosia dissecta Hook.f.
- Xanthosia eichleri J.M.Hart & Henwood
- Xanthosia fruticulosa Benth.
- Xanthosia huegelii (Benth.) Steud.
- Xanthosia kochii (E.Pritz.) J.M.Hart & Henwood
- Xanthosia leiophylla F.Muell. ex Klatt
- Xanthosia peduncularis Benth.
- Xanthosia pilosa Rudge
- Xanthosia rotundifolia DC.
- Xanthosia scopulicola J.M.Hart & Henwood
- Xanthosia singuliflora F.Muell.
- Xanthosia stellata J.M.Hart & Henwood
- Xanthosia tasmanica Domin
- Xanthosia ternifolia J.M.Hart & Henwood
- Xanthosia tomentosa A.S.George
- Xanthosia tridentata DC.